# Chinees Taipei op de Olympische Zomerspelen 2016
Chinees Taipei nam deel aan de Olympische Zomerspelen 2016 in Rio de Janeiro, Brazilië. De olympische ploeg bestond uit 57 atleten, actief in achttien verschillende sporten.  Voor het eerst in acht jaar tijd won een Taiwanese atleet goud op de Spelen: gewichthefster Hsu Shu-ching werd olympisch kampioene in de klasse tot 53 kilogram en droeg de nationale vlag tijdens de sluitingsceremonie.

## Medailleoverzicht
| Sport         | Olympiër                                | Discipline | Medaille |
| ------------- | --------------------------------------- | ---------- | -------- |
| Gewichtheffen | Hsu Shu-ching                           | –53 kg (v) | Goud     |
|               |                                         |            |          |
| Boogschieten  | Le Chien-ying Lin Shih-chia Tan Ya-ting | team (v)   | Brons    |
| Gewichtheffen | Kuo Hsing-chun                          | –58 kg (v) | Brons    |

## Deelnemers en resultaten
(m) = mannen, (v) = vrouwen 

### Atletiek
| Olympiër          | Discipline       | Resultaat | Prestatie                              |
| ----------------- | ---------------- | --------- | -------------------------------------- |
| Chen Chieh        | 400m horden (m)  | series    | serie 6: 7de in 50,65                  |
| Ho Chin-ping      | marathon (m)     | 100e      | 2:26.00                                |
| Hsiang Chun-hsien | hoogspringen (m) | 35e       | kwalificatie groep A: 18de met 2,17m   |
| Huang Shih-feng   | speerwerpen (m)  | 33e       | kwalificatie groep B: 16de met 74,33 m |
|                   |                  |           |                                        |
| Chen Yu-hsuan     | marathon (v)     | 127e      | 3:09.13                                |
| Hsieh Chien-ho    | marathon (v)     | 113e      | 2:54.18                                |

### Badminton
| Olympiër                    | Discipline     | Resultaat | Prestatie |
| --------------------------- | -------------- | --------- | --- |
| Chou Tien-chen              | enkelspel (m)  | 5e        | groep C: 1ste W van ISR Zilberman: 21–9, 21–11 W van BEL Tan: 21–14, 21–8 2de ronde: W van HKG Yun: 21–10, 21–13 kwartfinale V van MAS Lee: 9–21, 15–21 |
| Lee Sheng-mu Tsai Chia-hsin | dubbelspel (m) | 17e       | groep A: 3de V van RUS Ivanov/Sozonov: 11–21, 20–22 V van KOR Lee/Yoo: 21–18, 13–21, 18–21 W van AUS Chau/Serasinghe: 21–14, 21–19                      |
|                             |                |           | |
| Tai Tzu-ying                | enkelspel (v)  | 9e        | groep N: 1ste W van AUT Baldauf: 21–11, 21–9 W van RUS Perminova: 21–12, 21–9 2de ronde: V van IND Sindhu: 13–21, 15–21                                 |

### Boksen
| Olympiër       | Discipline | Resultaat | Prestatie                             |
| -------------- | ---------- | --------- | ------------------------------------- |
| Lai Chun-en    | –60kg (m)  | 17e       | 1ste ronde: V van NED Lacruz: 1–2     |
|                |            |           |                                       |
| Chen Nien-chin | –75kg (v)  | 9e        | 1ste ronde: V van RUS Jakoesjina: 0–3 |

### Boogschieten
| Olympiër                                | Discipline      | Resultaat | Prestatie |
| --------------------------------------- | --------------- | --------- | --- |
| Kao Hao-wen                             | individueel (m) | 33e       | plaatsingsronde: 30ste met 661 punten 1ste ronde: V van ESP Fernández: 0–6 |
| Wei Chun-heng                           | individueel (m) | 17e       | plaatsingsronde: 9de met 679 punten 1ste ronde: W van FIJ Elder: 6–0 2de ronde: V van THA Thamwong: 5–6                                                                        |
| Yu Guan-lin                             | individueel (m) | 33e       | plaatsingsronde: 39ste met 655 punten 1ste ronde: V van NOR Nesteng: 5–6 |
| Kao Hao-wen Wei Chun-heng Yu Guan-lin   | team (m)        | 9e        | plaatsingsronde: 7de met 1995 punten 1ste ronde: V van Indonesië: 2–6 |
|                                         |                 |           | |
| Le Chien-ying                           | individueel (v) | 17e       | plaatsingsronde: 33ste met 625 punten 1ste ronde: won van ESP Martín: 6–2 2de ronde: V van KOR Choi: 2–6                                                                       |
| Lin Shih-chia                           | individueel (v) | 17e       | plaatsingsronde: 9de met 651 punten 1ste ronde: W van EGY Mansour: 6–0 2de ronde: IND Devi: 2–6                                                                                |
| Tan Ya-ting                             | individueel (v) | 5e        | plaatsingsronde: 4de met 656 punten 1ste ronde: won van CAN Picard: 7–1 2de ronde: won van UKR Pavlova: 6–0 3de ronde: W van IND Kumari: 6–0 kwartfinale: V van GER Unruh: 6–5 |
| Le Chien-ying Lin Shih-chia Tan Ya-ting | team (v)        | Brons     | plaatsingsronde: 4de met 1932 punten kwartfinale: W van Mexico: 5–4 halve finale: V van Zuid-Korea: 1–5 bronzen finale: W van Italië: 5–3                                      |

### Gewichtheffen
| Olympiër         | Discipline | Resultaat | Prestatie                                                    |
| ---------------- | ---------- | --------- | ------------------------------------------------------------ |
| Tan Chi-chung    | –56kg (m)  | 12e       | trekken: 14de met 110kg stoten: 11de met 138kg totaal: 248kg |
| Pan Chien-hung   | –69kg (m)  | 18e       | trekken: 19de met 136kg stoten: 18de met 160kg totaal: 296kg |
| Chen Shih-chieh  | +105kg (m) | DNF       | trekken: 10de met 185kg stoten: geen geldige poging          |
|                  |            |           |                                                              |
| Chen Wei-ling    | –48kg (v)  | 7e        | trekken: 7de met 81kg stoten: 6de met 100kg totaal: 181kg    |
| Hsu Shu-ching VS | –53kg (v)  | Goud      | trekken: 2de met 100kg stoten: 1ste met 112kg totaal: 212kg  |
| Kuo Hsing-chun   | –58kg (v)  | Brons     | trekken: 3de met 102kg stoten: 3de met 129kg totaal: 231kg   |

### Golf
| Olympiër        | Discipline | Resultaat | Prestatie            |
| --------------- | ---------- | --------- | -------------------- |
| Lin Wen-tang    | mannen     | DNF       | 154 punten (par +12) |
| Pan Cheng-tsung | mannen     | 30e       | 283 punten (par –1)  |
|                 |            |           |                      |
| Candie Kung     | vrouwen    | 31e       | 286 punten (par +2)  |
| Teresa Lu       | vrouwen    | 16e       | 280 punten (par –4)  |

### Gymnastiek
| Olympiër     | Discipline        | Resultaat | Prestatie                             |
| ------------ | ----------------- | --------- | ------------------------------------- |
| Lee Chih-kai | paard voltige (m) | 31e       | kwalificatie: 31ste met 14,266 punten |

### Judo
| Olympiër       | Discipline | Resultaat | Prestatie |
| -------------- | ---------- | --------- | --- |
| Tsai Ming-yen  | –60kg (m)  | 17e       | 1ste ronde: W van LAO Sithisane: ippon 2de ronde: V van BUL Gertsjev: ippon |
|                |            |           | |
| Lien Chen-ling | –57kg (v)  | 5e        | 1ste ronde: W van POL Podolak: ippon 2de ronde: W van USA Malloy: shido kwartfinale V van ROU Căprioriu: ippon herkansingen W van HUN Karakas: yuko bronzen finale V van JPN Matsumoto: waza-ari |

### Paardensport
| Olympiër       | Discipline     | Resultaat      | Prestatie                                          |
| Springconcours | Springconcours | Springconcours | Springconcours                                     |
| -------------- | -------------- | -------------- | -------------------------------------------------- |
| Isheau Wong VO | individueel    | 68e            | kwalificaties 1ste ronde: 68ste met 47 strafpunten |

### Roeien
| Olympiër      | Discipline | Resultaat | Prestatie |
| ------------- | ---------- | --------- | --- |
| Huang Yi-ting | skiff (v)  | 25e       | serie 4: 4de in 8.51,74 herkansingen: 3de in 8.01,27 halve finale E/F: 1ste in 8.38,21 finale E: 1ste in 8.34,53 |

### Schietsport
| Olympiër     | Discipline            | Resultaat | Prestatie                                           |
| ------------ | --------------------- | --------- | --------------------------------------------------- |
| Yang Kun-pi  | trap (m)              | 25e       | kwalificatie: 25ste met 110 punten (23-21-20-22-24) |
|              |                       |           |                                                     |
| Wu Chia-ying | 25 m pistool (v)      | 27e       | kwalificatie: 27ste met 572 punten (284-288)        |
| Yu Ai-wen    | 25 m pistool (v)      | 18e       | kwalificatie: 18de met 577 punten (288-289)         |
| Wu Chia-ying | 10 m luchtpistool (v) | 19e       | kwalificatie: 19de met 380 punten (94-95-96-95)     |
| Yu Ai-wen    | 10 m luchtpistool (v) | 31e       | kwalificatie: 31ste met 378 punten (94-93-94-97)    |
| Lin Yi-chun  | trap (v)              | 17e       | kwalificaties: 17de met 62 punten (22-20-20)        |

### Taekwondo
| Olympiër         | Discipline | Resultaat | Prestatie |
| ---------------- | ---------- | --------- | --- |
| Liu Wei-ting     | –80kg (m)  | 9e        | voorronde: W van MDA Cook: 14–2 kwartfinale: V van TUN Oueslati: 0–1SD                                                                      |
|                  |            |           | |
| Huang Huai-hsuan | –49kg (v)  | 17e       | voorronde: V van CHN Wu: 1–10 |
| Chuang Chia-chia | –67kg (v)  | 5e        | voorronde: W van KAZ Deniz: 16–2 kwartfinale: V van KOR Oh: 21–9 herkansingen: W van CAN Pagnotta: 4–1 bronzen finale: V van TUR Tatar: 3–7 |

### Tafeltennis
| Olympiër                                         | Discipline    | Resultaat | Prestatie |
| ------------------------------------------------ | ------------- | --------- | --- |
| Chen Chien-an                                    | enkelspel (m) | 17e       | voorronde: vrij 1ste ronde: vrij 2de ronde: W van ESP Zhiwen: 4-2 (11–3, 11–9, 9–11, 11–8, 8–11, 11–9) 3de ronde: V van CHN Zhang: 0-4 (5–11, 11–13, 10–12, 7–11)                                                                                                 |
| Chuang Chih-yuan                                 | enkelspel (m) | 17e       | voorronde: vrij 1ste ronde: vrij 2de ronde: vrij 3de ronde: V van NGR Aruna: 0-4 (6–11, 10–12, 6–11, 7–11) |
| Chen Chien-an Chiang Hung-chieh Chuang Chih-yuan | team (m)      | 9e        | eerste ronde V van Duitsland: 1–3 |
|                                                  |               |           | |
| Chen Szu-yu                                      | enkelspel (v) | 9e        | voorronde: vrij 1ste ronde: vrij 2de ronde: W van BLR Privalova: 4-2 (13–15, 9–11, 11–7, 13–11, 11–5, 11–5) 3de ronde: W van TUR Hu: 4-0 (12–10, 11–6, 11–7, 11–8) 4de ronde: V van PRK Kim: 2-4 (2–11, 6–11, 12–10, 11–8, 9–11, 9–11)                            |
| Cheng I-ching                                    | enkelspel (v) | 9e        | voorronde: vrij 1ste ronde: vrij 2de ronde: vrij 3de ronde: W van BLR Pavlovitsj: 4-3 (7–11, 11–9, 11–7, 11–9, 8–11, 7–11, 11–2) 4de ronde: W van KOR Seo: 4-3 (11–5, 11–9, 11–3, 4–11, 5–11, 9–11, 11–7) kwartfinale: V van CHN Li: 0-4 (5–11, 5–11, 6–11, 6–11) |
| Chen Szu-yu Cheng I-ching Huang Yi-hua           | team (v)      | 9e        | 1ste ronde: V van Hongkong: 1–3 |

### Tennis
| Olympiër                     | Discipline     | Resultaat | Prestatie |
| ---------------------------- | -------------- | --------- | --- |
| Lu Yen-hsun                  | enkelspel (m)  | 33e       | 1ste ronde: V van ITA Lorenzi: 6–3, 3–6, 4–6 |
|                              |                |           | |
| Chan Hao-ching Chan Yung-jan | dubbelspel (v) | 5e        | 1ste ronde: W van ROU Begu/Niculescu: 5–7, 6–4, 6–3 2de ronde: W van GBR Konta/Watson: 3–6, 6–0, 6–4 kwartfinale V van SUI Bacsinszky/Hingis: 3–6, 0–6 |

### Wielersport
| Olympiër        | Discipline       | Resultaat | Prestatie |
| Baan            | Baan             | Baan      | Baan |
| --------------- | ---------------- | --------- | --- |
| Hsiao Mei-yu    | omnium (v)       | 17e       | scratch: 13de met 16 punten individuele achtervolging: 18de in 3.58,713 (6 punten) afvalling: 13de (16 punten) tijdrit: 7de in 35,636 (28 punten) vliegende ronde: 12de in 14,532 (18 punten) puntenkoers: 18de met -20 punten totaal: 64 punten |
| Weg             |                  |           | |
| Huang Ting-ying | wegwedstrijd (v) | DNF       | niet gefinisht |

### Worstelen
| Olympiër      | Discipline  | Resultaat   | Prestatie                                                 |
| Vrije stijl   | Vrije stijl | Vrije stijl | Vrije stijl                                               |
| ------------- | ----------- | ----------- | --------------------------------------------------------- |
| Chen Wen-ling | –69kg (v)   | 15e         | kwalificatie: vrij 1ste ronde: V van MGL Nasanburmaa: 0–6 |

### Zeilen
| Olympiër  | Discipline | Resultaat | Prestatie                                           |
| --------- | ---------- | --------- | --------------------------------------------------- |
| Chang Hao | RS:X (m)   | 32e       | 346 punten: (34-34-31-27-DNF-34-35-DNF-31-28-27-28) |

### Zwemmen
| Olympiër      | Discipline          | Resultaat | Prestatie               |
| ------------- | ------------------- | --------- | ----------------------- |
| Lee Hsuan-yen | 100m vrije slag (m) | 34e       | serie 1: 5de in 2.14,84 |
|               |                     |           |                         |
| Lin Pei-wun   | 50m vrije slag (v)  | 49e       | serie 7: 8ste in 26,41  |